# Sonnenloch

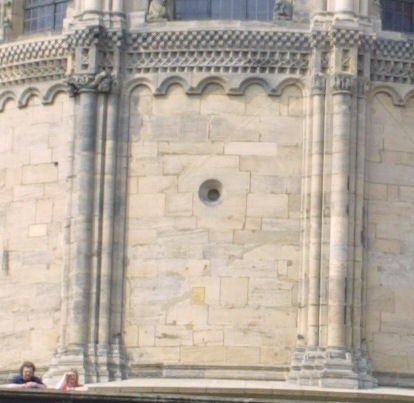
Sonnenloch am Bamberger Dom

Als Sonnenloch wird eine Öffnung in manchen alten Kirchen und Kapellen bezeichnet, die an der Ostseite angebracht ist und durch die zu bestimmten Zeiten des Jahres (meistens ist es die Tagundnachtgleiche im März und  September) das Sonnenlicht auf eine bestimmte Stelle der gegenüberliegenden Kirchenwand fällt und dort einen hellen Fleck oder auch ein Kreuz bildet.